# Chongoyape
Chongoyape (del mochica: Chongoyint) es una ciudad peruana, capital del distrito homónimo, ubicado en la provincia de Chiclayo, en el sureste del departamento de Lambayeque. Se halla a 60 km de Chiclayo y su población es de 18068 hab. 

## Toponimia
El topónimo Chongoyape es de claro origen prehispánico, asociado a las lenguas yungas de la costa norte del Perú, como el Mochica o Muchic. La terminación "-ape" o "-pe" es un sufijo locativo característico de la toponimia de esta familia lingüística, que significa 'lugar de'. Si bien el significado exacto de la mayoría de los topónimos mochicas se ha perdido con la extinción de la lengua, el historiador, investigador y catedrático lambayecano Salvador Salazar Sata ha propuesto una etimología específica para Chongoyape en base una reconstrucción lingüística. Según Salazar Sata, el nombre provendría del vocablo mochica ''Chongoyint", que significaría 'estrellas'. De este modo, al añadir el sufijo locativo '-ape' (reemplazando a '-yint'), el nombre completo de Chongoyape significaría 'Lugar de Estrellas'. Esta interpretación se basa en referencias documentadas del topónimo mencionado en la sección 'catecismo breve y cotidiano' incluido en el 'Rituale seu Manuale Peruanum' (1607) publicado en Nápoles, del sacerdote de la orden franciscana Jerónimo de Oré, quién en la época colonial del virreinato del Perú, hizó una recopilación de algunos vocablos mochicas de la zona en materia religiosa.
La propuesta de Salazar Sata, además, se nutre de trabajos previos del lingüista alemán Ernst Middendorf, quién estudio al mochica (muchik), y aplica metodologías de reconstrucción lingüística desarrolladas por expertos en lenguas andinas incluyendo el mochica como Alfredo Torero y Rodolfo Cerrón-Palomino. Él no apoya un origen quechua para Chongoyape, argumentando que las interpretaciones quechuas suelen ser más rebuscadas y carecen de coherencia directa con el contexto local al seguir un sentido figurado. Específicamente, descarta la presunta etimología quechua de 'corazón que llora' al señalar que su construcción fonética no se adecúa correctamente a la gramática verbal del quechua. En contraste, la etimología mochica cobra mayor sentido al considerar los cielos estrellados nocturnos que son particularmente visibles en esta zona de Lambayeque y las costumbres antiguas locales de observar los cielos para sus actividades así como también los restos arqueológicos del sector "Las Joyitas" que se podrían atribuir a un posible observatorio astronómico. La evolución fonética de 'Chongoyint' a 'Chongoyape' fue seguramente motivada por la adaptación o hispanización de los sonidos mochicas a la fonología del español por parte de los nuevos hablantes, un proceso que se dio en poco tiempo comparando con el vocablo quechua, dado que en 1702 ya se registra la palabra 'Chongoyape' tal cual en documentos de herencia sobre tierras.
Otra teoría propone en sentido figurado que la palabra Chongoyape proviene de los vocablos quechuas sunqu, 'corazón' y llaki, 'inquietud' o 'tristeza'; y significa literalmente 'corazón acongojado' o simplemente 'angustia'.[cita requerida]

## Geografía

### Localización
El distrito de Chongoyape está ubicado en la parte noreste de la provincia de Chiclayo, a 60 kilómetros de la misma ciudad (Chiclayo), constituyendo uno de los distritos más alejados del litoral y cercanos el macizo andino. La mayor parte de su territorio se encuentra en la región chala y una pequeña parte, en la región yunga marítima.
Se encuentra rodeada de cerros como el Chaparrí y el Mulato y es puerta de entrada a las ciudades cajamarquinas de Chota y Cutervo; la población se encuentra rodeada por el río Chancay.
Limites
Sus límites son: 
Por el Norte	: con el distrito de Pítipo
Por el Sur	: con el distrito de Oyotún y Pucalá
Por el Este	: con los distritos de Miracosta y Tocmoche
Por el Oeste	: con el distrito de M. A. Mesones Muro y Pátapo

### Relieve
El relieve del distrito de Chongoyape se halla a 248 metros sobre el nivel del mar, en un plano inclinado dentro de una semiconferencia de cerros bajos, es menos llano que el de Chiclayo, por los contrafuertes andinos que se levantan en su territorio y entre los que corre el río Chancay. Son célebres los cerros Mulato y Raca Rumi, al Norte de la ciudad de Chongoyape.

### Extensión territorial
La extensión territorial del distrito es de 712 km². Surge sobre la base de la exhacienda Chongoyape

## Clima
De clima cálido, seco y con lluvias concentradas entre diciembre y marzo. La zona corresponde a la región descrita por Antonio Brack como Bosque Seco Nor Oriental.

## Ecología
Fauna
Entre la fauna que se puede observar están la Pava Aliblanca, el Oso de Anteojos, el Puna, el Tigrillo, el Venado Cola Blanca, águilas de diferentes especias, la CaracCara, guanacos, llamas, los cóndores y cóndores reales y algunas especies endémicas.
La mejor zona para observar aves es alrededor del albergue de la Reserva Privada de Chaparrí, además se pueden observar entre otras las siguientes aves: Matorralero Cabeciblanca (Atlapetes albiceps), Pitajo de Tumbes (Tumbezia salvini), Pava Aliblanca (Penelope albipennis), Moscareta Gris y Blanco (Pseudelaenia leucospodia), Perico Cabecirroja (Aratinga erythrogenys), Cucarachero Cejón (Thryothorus superciliaris), Chirigüe Gargantiazufrada (Sicalis taczanowskii), Urraca Coliblanca (Cyanocorax mystacalis), Mosquero de Baird (Myiodynastes bairdii), Gorrión de Tumbes (Aimophila stolzmanni), Chotocabras de matorral (Caprimulgus anthonyi )

## Historia

### Creación del distrito
Fue creado el 17 de junio de 1825.
Aunque en su origen se sabe que fue una enorme hacienda que pertenecía a la orden de los jesuitas y que luego, expulsados del país, pasó a ser un bien propio de la república; y esta propiedad oficial, posteriormente fue vendida a don José de las Muñecas, quien por incumplimiento del contrato de compraventa la devolvió, pasando después como propiedad de la familia Buenazo Arabulu y, luego de algún tiempo, debido a las calidades feraces de los terrenos que la circundan, muy bien irrigados por su propio río Chongoyape, el remoto y progresista pueblo tardó en florecer y poblarse, de tal manera que sus moradores pensantes pidieron al gobierno erigirse en pueblo, por lo que el Congreso dio la ley de primero de noviembre de 1839, logrando el título de pueblo; y, después de varios años, el gobierno, por decreto del 28 de octubre de 1840, ordenó al prefecto del departamento de La Libertad , jurisdicción que entonces pertenecía por no haberse creado aun el departamento de Lambayeque, que señalase los linderos del creado nuevo pueblo de Chongoyape.
A esta disposición oficial, se afirma que no se pudo cumplir sino después de 16 años, por la abierta oposición de los Buenazo, quienes fueron propietarios de la mencionada ex–hacienda y que se negaba a aceptar la indemnización fijada y pecuniaria del terreno transformado en comunidad poblacional.
Determinar la fecha de creación del distrito de Chongoyape es bastante problemático, pues hay opiniones contradictorias. Parece que Chongoyape concentra la ligereza política y las ambigüedades jurídicas que caracterizan las disposiciones sobre creaciones políticas.
Algunos señalan que fue por la ley del 29 de noviembre de 1856, mientras que Justino Tarazona y Ricardo Miranda sostienen qua fue por el decreto del 30 de julio de 1840, que dice: Como se aprecia, el decreto citado en ningún momento dice "créase, sino da a entender que el distrito de Chongoyape ya exista, limitándose el dispositivo a conceder "la propiedad de los terrenos a las poblaciones nuevas", etc.
Una fecha más probable es la del 19 de noviembre de 1939, en que el presidente Agustín Gamarra, ante el reclamo de los pobladores de Sullana y otros pueblos promulgó la ley que en su artículo 1° dice:
"La villa de Zuyana y todas las poblaciones que se hallen en su caso, gozan de los derechos políticos que señalan las leyes, y de la propiedad de los terrenos que comprenden".
En aquellas circunstancias, las leyes eran más imprecisas y generales, por lo que hay opiniones que sostienen que esta es la ley con que Chongoyape nace como distrito. Pero la lucha por la propiedad o posesión de las tierras y por sus derechos de distrito continuó.
El 21 de septiembre ce 1840, el subprefecto de Chiclayo, José Leonardo Ortiz, en acto público realizado en Chongoyape, dio el "cúmplase" al decreto del 30 de julio del mismo año, firmándose un acta. Para algunos, este apoyo político de J. L. Ortiz a los chongoyapanos es la partida de nacimiento del distrito de Chongoyape; pero tampoco este respaldo político de José Leonardo Ortiz dio seguridad a los chongoyapanos, menos dio fin a la desmedida ambición del terrateniente Buenaño.

### Ciudad capital
La capital del distrito es la ciudad de Chongoyape, ubicada a 248 m.s.n.m y a 60 km al este de la ciudad de Chiclayo. Fue fundada el 17 de junio de 1825, sobre los terrenos donados por el hacendado Pedro José de las Muñecas, con el nombre de Santa Catalina de Chongoyape, en honor a la esposa del donante, Catalina Agüero. En gratitud, los chongoyapanos sé comprometieron a mandar oficiar 2 misas al mes y a dar limosnas por la salud de los donantes, según acta sentada y otros documentos.
Posteriormente, el nuevo propietario de la hacienda Chongoyape se aprovechó de la ambigüedad del citado compromiso para intentar despojar y para hostilizar a los chongoyapanos, quienes tuvieron que defenderse en una lucha que duró 25 años.
En esta lucha compleja y desigual, las autoridades, salvo raras excepcio-nes, se pusieron de lado del hacendado. El litigio fue aminorando con la parcelación y venta de la hacienda Chongoyape el año de 1863 y, luego con la muerte del hacendado en 1865.
Las parcelas vendidas y los compradores fueron: "El Almendral", a Lúcar Urteaga, párroco de Chongoyape; "Tabacal", a Antonio Gayoso Flores; "Tinajones", a José Santos Burga y a los hermanos Prudencio y Francisco Ugaz; la suerte de tierras denominada "Chongoyape", a José Castro. Por otro lado, el hacendado reservó Yaypón y Chaparrí para pastos en común y retuvo en su poder Huacablanca y Tablazos, que a su muerte pasan a su hijo Pedro Rafael Buenaño.
En esta lucha contra el hacendado, favoreció al pueblo de Chongoyape su estratégica ubicación que la convertía en el paso necesario entre el departamento de Lambayeque y Chota, Cutervo, Santa Cruz, Bambamarca e in-cluso Jaén y Chachapoyas. Hasta la década de 1930, Chongoyape era el lugar de tránsito y de descanso obligado de los arrieros, así como una plaza para mercancías tanto de entrada como de salida, determinando un activo movimiento comercial y una demanda de pastos y víveres.
Pese a la oposición de los hacendados, Chongoyape fue progresando; y es elevada a la categoría de pueblo el 1° de noviembre de 1839 y a la de villa el 6 de octubre de 1905, por ley n.º 86. Finalmente, el 23 de diciembre de 1942, por ley 9708, Chongoyape es elevada a la categoría de ciudad. Desde el decaimiento del arrieraje y la construcción de carreteras , sus actividades han ido cambiando, pues ya no es el mismo centro comercial y de abastecimiento de antes.

## Economía

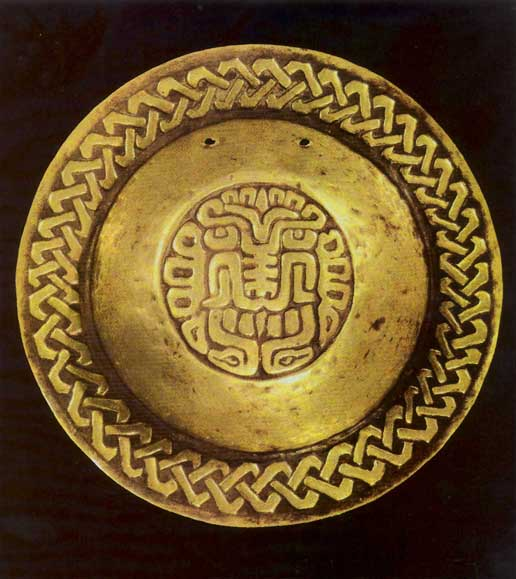
Pieza de orfebrería chavín hallada en Chongoyape.

Su población se ocupa mayormente de la agricultura, en la que destaca la siembra de arroz y caña de azúcar. al igual como maíz

## Patrimonio

### Patrimonio histórico
En Chongoyape se encontraron restos de orfebrería chavín de oro, siendo cuna de la metalurgia del Perú por haberse encontrado piezas de oro de tres mil años de antigüedad. Estas piezas se encuentran en el Museo Nacional del Indio Americano en Washington.
El conjunto de objetos expuestos se compone por tres coronas, siete orejeras decoradas y cuatro sin decorar, un adorno para la cabeza, anillos y otros artefactos más elaborados en hueso, piedra y cerámica; los mismos que de acuerdo a Lothrop (1941, 1951) representan la parafernalia ritual de un solo individuo. Aunque varios arqueólogos se han interesado en el análisis de los objetos provenientes de Chongoyape y han profundizado en su definición de estilo Chavín (Lothrop 1941, 1951; Burger 1996) a partir de los datos obtenidos en Kuntur Wasi, se ha establecido su asociación estilística a una tradición nor-costeña, la cual desfasa a cabalidad las hipótesis sobre una influencia directa desde Chavín sobre Chongoyape, donde la cerámica presenta un estilo muy particular, pero sin un análisis detallado hasta ahora (Burtenshaw 2014).

### Patrimonio natural

#### Reserva ecológica de Chaparri
Creada por Resolución Ministerial 1324-2001-AG en el año 2001, Chaparrí fue la primera área de conservación que contó con la opinión favorable de la Dirección General de Áreas Protegidas del Instituto Nacional de Recursos Naturales (INRENA). 
El área pertenece tanto a Lambayeque como a Cajamarca; en Lambayeque ocupa los territorios de la comunidad Santa Catalina de Chongoyape. Otras comunidades cercanas son Santa Lucía de Ferreñafe y Yaque. 
Extensión: 34412 hectáreas. 
La zona es manejada por la misma comunidad de Santa Catalina de Chongoyape de manera conjunta con Heinz Plenge y Bernie Peyton, uno fotógrafo y el otro ecologista, y ambos asesores para la creación de una primera área de preservación manejada por la misma población circundante; luego ya viene la participación de la ONG Naym Lap. La historia tiene dos orígenes: por un lado, los comuneros estaban decididos a conservar y proteger sus recursos naturales de la excesiva caza de osos de anteojos, zorros costeños, pavas aliblancas y venados de cola blanca, y también de la tala de vegetación de bosque seco. Por el otro, el fotógrafo Heinz Plenge buscaba un área natural donde descansar de sus arduos viajes al interior del Perú. Ambos contextos se juntaron y nació la idea de formar un área protegida administrada por la propia población, para así asegurar la debida protección que debería pero no brinda el Estado. Heinz Plenge llamó a su amigo Bernie Peyton, un ecologista especializado en la protección del oso de anteojos, y así nació este proyecto que hoy muestra sus frutos. 
Plenge creó confianza en la población y, ya sin resquemores, propuso un trato: él ayudaría a la comunidad en lo referente a organización y defensa de sus derechos siempre y cuando los pobladores adoptaran a largo plazo el objetivo de cuidar sus recursos y el medio ambiente. No hubo objeciones y el proyecto inició, creándose un comité de gestión que desarrolló juntas de administración local, 5 comités organizados de ganadería, coto de caza, educación ambiental y salud, y dos microempresas de ecoturismo y apicultura. 
Gran corredor Biológico Cultural Gran Chaparrí: En Gobierno Regional de Lambayeque, mediante Ordenanza Regional n.º 027-2003-GR.LAMB./CR. reconoció el corredor Biológico Cultural Gran Chaparrí como asunto de interés regional. Este proyecto busca establecer estrategias para el manejo sostenible de las cuencas medias y altas de los ríos Zaña, Chancay, La Leche, Motupe, Olmos y Cascajal. La Ordenanza destaca entre otras cosas el modelo implementado por la Comunidad Campesina Muchik Santa Catalina de Chongoyape en la Reserva Ecológica Chaparrí. Este corredor abarca las siguientes áreas de interés: 
- Parque nacional Cutervo.
- Bosque de Protección Pagaibamba.
- Zona Reservada Chancaybaños.
- Reserva de Chaparrí.
- Santuario Histórico Bosque de Pómac.
- Zona Reservada Laquibamba.

Accesibilidad: Está a 75 kilómetros de la ciudad de Chiclayo, dos horas de viaje. 
Geografía: Chaparrí, Es el nombre del cerro que divide las comunidades de Chongoyape y Batán Grande, y que también divide la cordillera de los andes y la planicie desértica de la costa. Es sagrado para los pobladores de estas localidades, y los poderes nigrománticos que le atribuyen los brujos y chamanes del norte hacen que Chaparrí sea un centro de peregrinación para la magia negra de este lado del país. Temido y respetado, los pobladores sólo transitan por el cerro Chaparrí de día. Es considerado un Apu, un tutelar, donde las plantas alucinógenas crecen por doquier. 
Biodiversidad: 
Flora: 122 variedades de plantas útiles (103 géneros y 45 familias botánicas). Destaca el palo santo, el hualtaco y el pasallo. 
Fauna: Lo más resaltante de este lugar es la inmensa variedad de aves: 250 en total: 
- Matorralero cabeciblanca.
- Pitajo de Tumbes.
- Pava aliblanca.
- Moscareta gris y blanco.
- Perico cabecirroja.
- Cucarachero cejón.
- Chirigüe gargantiazufrada.
- Urraca coliblanca.
- Mosquero de Baird
- Gorrión de Tumbes.
- Chotocabras de matorral.

También: 
- 23 especies de mamíferos
- 21 especies de reptiles
- 4 especies de anfibios
- 5 especies de peces.

Entre los mamíferos tenemos al venado cola blanca, el zorro andino, etc. 
El Oso De Anteojos, La Pava Aliblanca Y El Cóndor Real: Especies Protegidas:
Sólo son 400 a 500 los osos andinos que habitan Perú. En Chaparrí, muchos de estos animales son recogidos de circos y otros lugares de cautiverio con la finalidad de reintroducirlos a su medio natural. Muchos de ellos logran el objetivo y llegan a reproducirse en libertad, claro, dentro de los territorios del Área de Conservación. Inclusive llegan a pesar más de lo normal: 200 kilogramos, 40 kilogramos más que el promedio. Sin embargo, en otros casos, osos que han sufrido maltrato severo, como rompimiento de mandíbulas o corte de dientes, simplemente son rescatados para cuidarlos y darles una vida afable hasta su muerte. 
En el caso de las pavas, la historia se repite. La especie, declarada ya casi extinta, gracias a un convenio entre el INRENA y la comunidad de Santa Catalina de Chongoyape viene reproduciéndose en el zoo criadero Bárbara D´Achille localizado en Olmos, Lambayeque. De esta forma se han logrado reinsertar a la quebrada de Las Pavas, en Chaparrí, 16 de estas aves. Ahora un total de 350 pavas aliblancas están en condición de silvestres. 
El cóndor real volvió a Chaparrí muchos años después de su última aparición por esos lares, y volvió a contar su propia historia de amor. La primera que llegó fue una hembra; la iban a vender en el mercado negro y los ecologistas la salvaron y la llevaron a Chaparrí para su cuidado. 
Existen tres rutas de recorrido:
- Ruta del Oso
- Ruta de la Huachuma (nombre del cactus San Pedro)
- Ruta de las Pavas

Por la naturaleza de la zona, el máximo de personas que puede ingresar diariamente a Chaparrí es 40, pudiéndose hospedar sólo 24. En el 2004 visitaron mil 680 personas y, en el 2005, 2082. Para ingresar se paga 10 soles y un guía vale 50 soles para orientar de 1 à 10 personas. La visita hay que reservarla llamando al +51 74 433194 ,978836344-978519857 RPM*306719 #0272003

### Patrimonio cultural

#### Festividades
Cada 17 de junio celebra el aniversario de su fundación. 
A finales de noviembre celebran su fiesta patronal de Santa Catalina de Alejandría: el fervor religioso es constantemente demostrado con fiestas como la de La Cruz el 3 de mayo, La Cruz de Chalpon, de San Martín de Porres, y por supuesto la fiesta navideña con la procesión del Niño Dios siendo seguido por sus pastoras cantando himnos de alabanzas, fuegos artificiales, misas, bailes populares.entregas de juguetes para todo niño.siendo Esta fiesta es organizada por la familia POZADA y data más de 150 años.

## Turismo
Cuenta con lugares muy hermosos para conocer como el Cerro Mulato, con antiguos petroglifos, el reservorio de Tinajones, su imponente cascada (caída de agua), la Reserva Ecológica Chaparrí donde se protegen animales en vías de extinción como la pava aliblanca o el oso de anteojos, zorros, venados, pumas y guanacos. 
Se pueden saborear sabrosos potajes como el arroz con pato, el espesado seco de cabrito, los bizcochuelos, las viscotelas o la chicha de jora.
Se puede refrescarse en las aguas del río Chancay o dar un paseo hasta Paredones, a Tabacal o Guayaquil, visitar La Beatita, pequeña capillita en un cerro muy cerca del pueblo, recorrer sus campos de cultivos yendo por caminos desde el pueblo hacia los campos de arroz, teniendo cuidado con los zancudos en la época de siembra.
Observar aves como los arroceritos, las tórtolas, el chisco, el chiclón o el tordo, por las noches. 
Chongoyape es la tierra del sol y la alegría como dice parte de la letra de su himno. Su bandera de cuatro colores: amarillo, verde, marrón y azul representa el paisaje de este pueblo y lugar de agradable belleza natural.
Otro de los lugares que se puede visitar es la represa de Tinajones, imponente reservorio de mucha importancia para la irrigación del agro lambayecano. 
Existen temporadas donde se realizan eventos de motonáutica y presentaciones de grupos de rock, visitados por gente de Chiclayo, Lima y del pueblo chongoyapano. Aquí se expenden deliciosas viandas como el clásico cabrito cocinado en fogones de leña, que lo hacen más delicioso. Al visitar este bello pueblo, se encontrará un buen hotel, deliciosa comida y gente amable.
El geógrafo D. López describe las visitas a Cerro Mulato donde hay restos arqueológicos y petroglifos y la llamada "Cascada" que es un desvío del río y salva una pendiente de 42 metros por una serie de impresionantes escalones. Toda una obra de ingeniería